# Андроново (Чернушинский район)
Андроново — деревня в Чернушинском районе Пермского края. Входит в состав Бедряжинского сельского поселения.
Находится примерно в 14 км к северо-западу от центра города Чернушки.

## Население
В 2005 году численность населения составляла 122 человека.
По результатам переписи 2010 года численность населения составила 119 человек, в том числе 66 мужчин и 53 женщины.